# Federazione di rugby a 15 di Cipro
La Federazione Rugby XV di Cipro (in greco: Κυπριακη Ομοσπονδια Ραγκμπν; in inglese: Cyprus Rugby Federation) è l'organo che governa il Rugby a 15 a Cipro.